# Einar Þorsteinn Ólafsson
Einar Þorsteinn Ólafsson (* 30. September 2001 in Magdeburg) ist ein isländischer Handballspieler.

## Karriere

### Im Verein
Einar Þorsteinn Ólafsson wurde in Magdeburg geboren, als sein Vater Ólafur Stefánsson beim SC Magdeburg unter Vertrag stand.
Er spielte bis 2022 in Island für Valur Reykjavík. Darauf ging er im Sommer 2022 nach Dänemark zu Fredericia HK.
Im März 2025 gab er bekannt, dass er sich ab der Saison 2025/26 dem Handball Sportverein Hamburg anschließen wird. Er unterschrieb einen Vertrag bis 2027.

### In Auswahlmannschaften
Ende 2023 gab er sein Debüt für die isländische Nationalmannschaft. Er stand im Kader für die Europameisterschaft 2024 und belegte mit Island den 10. Platz. Im Turnierverlauf absolvierte er vier Spiele. Bei der Weltmeisterschaft 2025 wurde er nachnominiert und erzielte ein Tor in drei Spielen.

## Privates
Sein Vater Ólafur Stefánsson war ebenfalls isländischer Nationalspieler.